# 1. Bundesliga 1976-77
La Fußball-Bundesliga 1976/77 fue la 14.ª temporada de la Bundesliga, liga de fútbol de primer nivel de Alemania Federal. Comenzó el 14 de agosto de 1976 y finalizó el 21 de mayo de 1977.

## Equipos participantes
| Equipo                   | Ciudad             | Estadio               | Capacidad |
| ------------------------ | ------------------ | --------------------- | --------- |
| Bayern de Múnich         | Múnich             | Olympiastadion Múnich | 77.573    |
| VfL Bochum               | Bochum             | Ruhrstadion           | 40.000    |
| Borussia Dortmund        | Dortmund           | Westfalenstadion      | 54.000    |
| Borussia Mönchengladbach | Mönchengladbach    | Bökelbergstadion      | 34.500    |
| FC Colonia               | Colonia            | Müngersdorf Stadion   | 61.000    |
| MSV Duisburgo            | Duisburgo          | Wedaustadion          | 38.500    |
| Eintracht Braunschweig   | Brunswick          | Eintracht-Stadion     | 38.000    |
| Eintracht Frankfurt      | Frankfurt del Main | Waldstadion           | 87.000    |
| Fortuna Düsseldorf       | Düsseldorf         | Rheinstadion          | 59.600    |
| Hamburgo SV              | Hamburgo           | Volksparkstadion      | 80.000    |
| Hertha Berlín            | Berlín             | Olympiastadion Berlín | 100.000   |
| 1. FC Kaiserslautern     | Kaiserslautern     | Stadion Betzenberg    | 42.000    |
| Karlsruher SC            | Karlsruhe          | Wildparkstadion       | 50.000    |
| Rot-Weiss Essen          | Essen              | Georg-Melches-Stadion | 40.000    |
| FC Saarbrücken           | Sarrebruck         | Ludwigsparkstadion    | 40.000    |
| FC Schalke 04            | Gelsenkirchen      | Parkstadion           | 70.000    |
| Tennis Borussia Berlín   | Berlín             | Olympiastadion Berlín | 100.000   |
| Werder Bremen            | Bremen             | Weserstadion          | 32.000    |

### Relevos
| Pos  | Descendidos de 1. Bundesliga |
| ---- | ---------------------------- |
| 16.º | Hannover 96                  |
| 17.º | Kickers Offenbach            |
| 18.º | KFC Uerdingen 05             |

| Pos       | Ascendidos de 2. Bundesliga |
| --------- | --------------------------- |
| 1.º Norte | Tennis Borussia Berlín      |
| 1.º Sur   | FC Saarbrücken              |
| 2.º Norte | Borussia Dortmund           |

## Clasificación
| Pos. | Equipo                       | Pts. | PJ | G  | E  | P  | GF | GC  | Dif. | Clasificación                                |
| ---- | ---------------------------- | ---- | -- | -- | -- | -- | -- | --- | ---- | -------------------------------------------- |
| 1    | Borussia Mönchengladbach (C) | 44   | 34 | 17 | 10 | 7  | 58 | 34  | +24  | Clasificado a la Copa de Campeones de Europa |
| 2    | FC Schalke 04                | 43   | 34 | 17 | 9  | 8  | 77 | 52  | +25  | Clasificado a la Copa de la UEFA             |
| 3    | Eintracht Braunschweig       | 43   | 34 | 15 | 13 | 6  | 56 | 38  | +18  | Clasificado a la Copa de la UEFA             |
| 4    | Eintracht Frankfurt          | 42   | 34 | 17 | 8  | 9  | 86 | 57  | +29  | Clasificado a la Copa de la UEFA             |
| 5    | FC Colonia                   | 40   | 34 | 17 | 6  | 11 | 83 | 51  | +32  | Clasificado a la Recopa de Europa            |
| 6    | Hamburgo SV                  | 38   | 34 | 14 | 10 | 10 | 67 | 56  | +11  | Clasificado a la Recopa de Europa            |
| 7    | Bayern de Múnich             | 37   | 34 | 14 | 9  | 11 | 74 | 65  | +9   | Clasificado a la Copa de la UEFA             |
| 8    | MSV Duisburgo                | 34   | 34 | 11 | 12 | 11 | 60 | 51  | +9   |                                              |
| 9    | Borussia Dortmund            | 34   | 34 | 12 | 10 | 12 | 73 | 64  | +9   |                                              |
| 10   | Hertha Berlín                | 34   | 34 | 13 | 8  | 13 | 55 | 54  | +1   |                                              |
| 11   | Werder Bremen                | 33   | 34 | 13 | 7  | 14 | 51 | 59  | −8   |                                              |
| 12   | Fortuna Düsseldorf           | 31   | 34 | 11 | 9  | 14 | 52 | 54  | −2   |                                              |
| 13   | 1. FC Kaiserslautern         | 29   | 34 | 12 | 5  | 17 | 53 | 59  | −6   |                                              |
| 14   | FC Saarbrücken               | 29   | 34 | 9  | 11 | 14 | 43 | 55  | −12  |                                              |
| 15   | VfL Bochum                   | 29   | 34 | 11 | 7  | 16 | 47 | 62  | −15  |                                              |
| 16   | Karlsruher SC (D)            | 28   | 34 | 9  | 10 | 15 | 53 | 75  | −22  | Descenso a la 2. Bundesliga                  |
| 17   | Tennis Borussia Berlín (D)   | 22   | 34 | 6  | 10 | 18 | 47 | 85  | −38  | Descenso a la 2. Bundesliga                  |
| 18   | Rot-Weiß Essen (D)           | 22   | 34 | 7  | 8  | 19 | 49 | 103 | −54  | Descenso a la 2. Bundesliga                  |

 Fuente: BDFutbol
Notas:
1. ↑  Hamburgo ganó la Recopa de Europa 1976-77, y con ello se clasificó automáticamente como campeón defensor.
2. ↑  El Colonia se clasificó para la Recopa de Europa, la plaza para la Copa de la UEFA fue cedida al Bayern Múnich.

|                                            |
| Campeón Borussia Mönchengladbach 5° título |

## Resultados
| Local \ Visitante        | BAY | BOC | BOD | BOM | COL | DUI | EBR | EFR | FOR | HAM | HER | KAI | KAR | RWE | SAR | SCH | TBB | WER |
| ------------------------ | --- | --- | --- | --- | --- | --- | --- | --- | --- | --- | --- | --- | --- | --- | --- | --- | --- | --- |
| Bayern de Múnich         | —   | 1–1 | 1–2 | 2–2 | 4–1 | 2–2 | 2–2 | 0–3 | 2–1 | 6–2 | 1–0 | 3–0 | 5–0 | 5–1 | 5–1 | 0–7 | 9–0 | 1–0 |
| VfL Bochum               | 5–6 | —   | 2–1 | 0–0 | 1–2 | 2–1 | 1–1 | 3–1 | 1–2 | 4–2 | 4–2 | 1–0 | 1–0 | 2–1 | 1–2 | 1–2 | 2–1 | 0–2 |
| Borussia Dortmund        | 3–3 | 0–2 | —   | 0–0 | 1–2 | 2–1 | 0–0 | 2–2 | 1–2 | 4–4 | 2–1 | 5–2 | 7–2 | 4–2 | 2–1 | 2–2 | 4–0 | 2–4 |
| Borussia Mönchengladbach | 1–0 | 4–2 | 1–1 | —   | 3–1 | 1–1 | 1–1 | 1–3 | 3–1 | 0–0 | 2–1 | 0–0 | 5–1 | 6–0 | 3–0 | 2–0 | 3–0 | 3–1 |
| FC Colonia               | 3–0 | 6–1 | 1–1 | 0–3 | —   | 5–2 | 3–0 | 2–0 | 2–2 | 3–3 | 3–2 | 3–1 | 4–1 | 2–2 | 5–1 | 2–0 | 8–4 | 3–0 |
| MSV Duisburgo            | 5–2 | 0–0 | 0–0 | 3–2 | 1–1 | —   | 1–1 | 4–3 | 1–0 | 0–0 | 1–1 | 1–0 | 3–1 | 3–0 | 2–3 | 2–2 | 1–1 | 3–0 |
| Eintracht Braunschweig   | 1–0 | 2–0 | 3–1 | 1–1 | 4–2 | 1–1 | —   | 3–1 | 0–0 | 0–1 | 2–2 | 2–1 | 3–3 | 6–0 | 1–0 | 1–0 | 3–1 | 0–1 |
| Eintracht Frankfurt      | 2–1 | 2–2 | 1–4 | 1–3 | 4–0 | 3–1 | 3–0 | —   | 1–1 | 2–1 | 3–3 | 2–0 | 3–2 | 3–1 | 2–1 | 6–3 | 7–1 | 7–1 |
| Fortuna Düsseldorf       | 0–0 | 1–0 | 3–2 | 0–1 | 1–3 | 2–0 | 1–3 | 1–2 | —   | 2–0 | 2–3 | 2–3 | 3–0 | 4–4 | 5–1 | 1–2 | 0–0 | 3–2 |
| Hamburgo SV              | 5–0 | 5–1 | 3–4 | 4–1 | 2–1 | 2–0 | 0–2 | 3–1 | 1–1 | —   | 2–0 | 1–0 | 2–1 | 5–3 | 0–0 | 2–2 | 2–1 | 5–3 |
| Hertha Berlín            | 1–1 | 2–0 | 3–2 | 0–1 | 2–4 | 2–4 | 2–1 | 2–3 | 4–0 | 2–1 | —   | 2–0 | 1–1 | 2–1 | 1–1 | 2–1 | 2–0 | 2–1 |
| 1. FC Kaiserslautern     | 1–1 | 2–0 | 2–1 | 1–2 | 4–2 | 2–0 | 1–3 | 2–2 | 0–2 | 2–0 | 0–2 | —   | 3–1 | 7–1 | 1–0 | 2–0 | 3–1 | 4–2 |
| Karlsruher SC            | 1–2 | 2–1 | 2–1 | 4–0 | 2–1 | 2–1 | 1–1 | 2–0 | 1–1 | 2–2 | 0–3 | 1–1 | —   | 1–1 | 3–0 | 1–7 | 4–1 | 3–1 |
| Rot-Weiß Essen           | 1–4 | 3–3 | 1–5 | 1–0 | 0–3 | 1–5 | 2–1 | 1–8 | 5–3 | 1–2 | 2–2 | 3–2 | 3–2 | —   | 1–0 | 2–2 | 1–0 | 0–0 |
| FC Saarbrücken           | 6–1 | 0–1 | 2–2 | 2–2 | 3–1 | 1–0 | 1–2 | 2–2 | 0–0 | 3–2 | 1–1 | 2–1 | 1–1 | 2–1 | —   | 2–3 | 0–0 | 2–0 |
| FC Schalke 04            | 0–0 | 3–1 | 4–2 | 1–0 | 1–1 | 3–2 | 2–3 | 1–1 | 2–1 | 1–0 | 4–0 | 5–2 | 2–2 | 3–0 | 0–1 | —   | 5–4 | 3–2 |
| Tennis Borussia Berlín   | 3–1 | 1–1 | 2–3 | 0–1 | 3–2 | 1–5 | 0–0 | 1–1 | 4–2 | 1–1 | 2–0 | 4–2 | 4–2 | 2–2 | 1–1 | 1–3 | —   | 2–4 |
| Werder Bremen            | 2–3 | 2–0 | 3–0 | 1–0 | 2–1 | 2–2 | 2–2 | 2–1 | 0–2 | 2–2 | 1–0 | 2–0 | 1–1 | 3–1 | 1–0 | 1–1 | 0–0 | —   |

## Máximos goleadores
| Jugador          | Equipo                 | Goles |
| ---------------- | ---------------------- | ----- |
| Dieter Müller    | Colonia                | 34    |
| Gerd Müller      | Bayern Múnich          | 28    |
| Bernd Hölzenbein | Eintracht Fráncfort    | 26    |
| Klaus Fischer    | Schalke 04             | 24    |
| Wolfgang Frank   | Eintracht Braunschweig | 24    |
| Josef Kaczor     | VfL Bochum             | 21    |
| Horst Hrubesch   | Rot-Weiss Essen        | 20    |
| Benny Wendt      | Tennis Borussia Berlin | 20    |
| Rüdiger Wenzel   | Eintracht Fráncfort    | 20    |
| Klaus Toppmöller | Kaiserslautern         | 19    |